# زهرة اللهاة اللاطئة الأوراق
زهرة اللهاة اللاطئة الأوراق (الاسم العلمي:Uvularia sessilifolia) هو نوع من النباتات يتبع جنس زهرة اللهاة من الفصيلة اللحلاحية.